# 白象食品集团

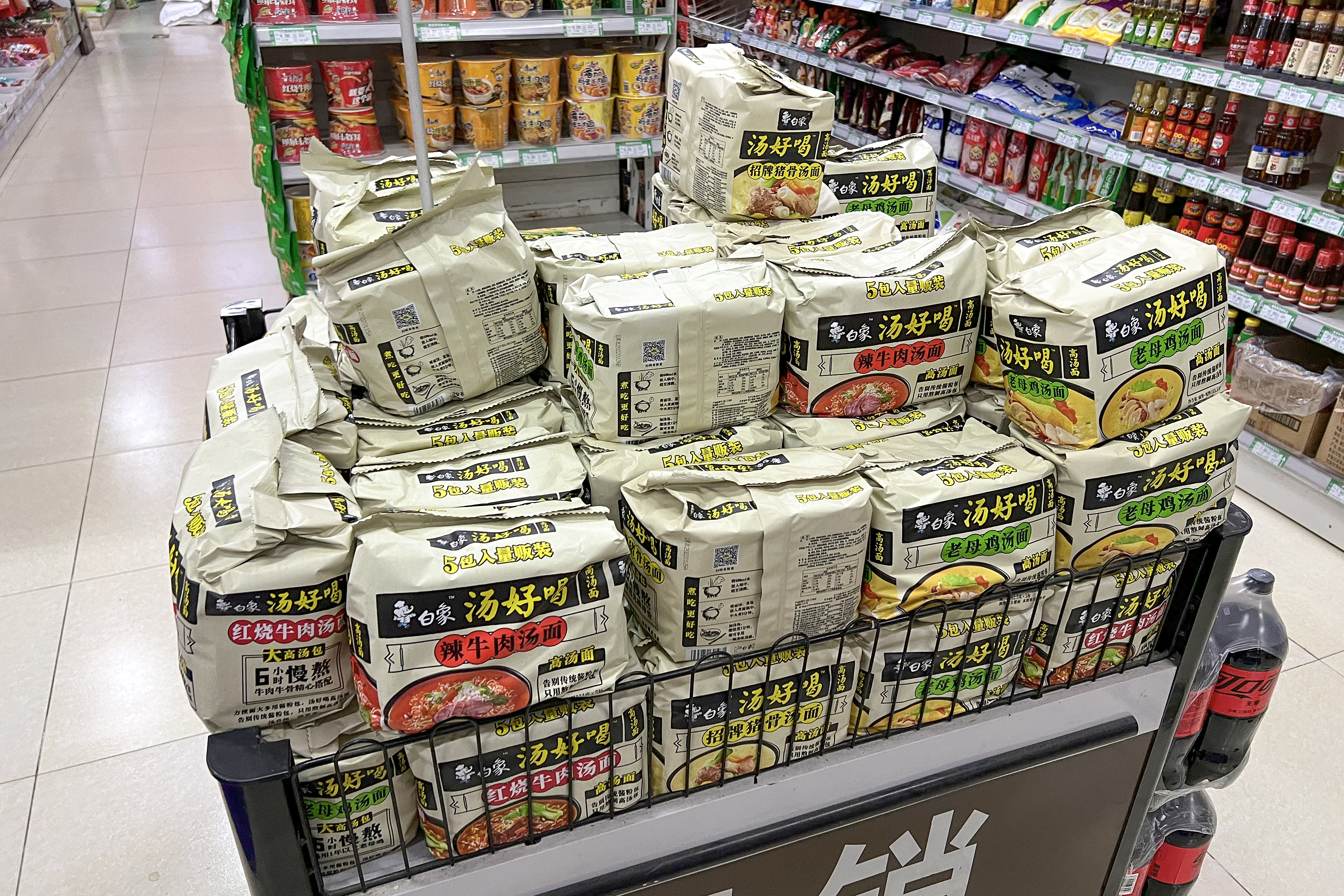
白象牌袋装方便面

白象食品集团（英語：Baixiang Food）是一家总部位于中国河南省郑州市新郑市薛店镇的食品公司。根据河南省工商联发布的2024河南民营企业100强榜单显示，2023年白象食品全年销售额达到了91.75亿元

## 历史
1984年创办“河南省粮食厅劳动服务公司”。该公司于1989年开办方便面工厂。“白象的前身还只是河南省粮食厅的一家下属小厂，多年一直背负着沉重的债务包袱，6年换了6任一把手。”直到1996年，省粮食厅处级干部姚忠良临危接掌该厂。并于1997年改成“河南省正龙食品有限公司”。
2005年由姚忠良创建白象食品集团，总部位于河南郑州市，在全国各地建有10个方便面生产基地、2个面粉生产基地、1个挂面车间和2家调味料公司。主要产品有方便面、粉丝、面粉、挂面以及饮料（山泉水、植物蛋白、果汁、茶）。2003年以来，白象方便面一直保持着18%左右的市场占有率，位居中国市场前列。“白象”品牌是中国驰名商标、国家免检产品、河南省著名商标。
2022年8月至2023年7月，白象品牌在中國全网销售额中总计第一。2025年6月4日，因“多半袋面”系列包装印有“多半”二字造成误解，白象為自己的包裝誤導消費者而道歉。该公司翌日宣布终止使用“多半”商标，之后生产的产品改用“面饼120克”和“面饼110克”的名称。

## 旗下公司
- 白象食品集团（河南）面业有限公司
- 河南白象饮品有限公司
- 南京白象食品有限公司
- 北京优麦良品食品营销有限公司
- 河南白象调味品有限公司
- 山东白象食品有限公司
- 陕西白象食品有限公司

## 荣誉
- 农业产业化国家重点龙头企业
- 河南省粮食深加工和食品生产龙头企业
- 全省粮食深加工十家重点保护企业
- 中国面制品业最具活力的企业之一